# Gengæld (film)
 For alternative betydninger, se Gengæld (flertydig). (Se også artikler, som begynder med Gengæld)
Gengæld er en dansk film fra 1955, instrueret og skrevet af Peer Guldbrandsen.

## Medvirkende
- Preben Lerdorff Rye
- Kirsten Rolffes
- Betty Helsengreen
- Jørgen Buckhøj
- Kjeld Petersen
- Elsa Kourani
- Ib Schønberg
- Jakob Nielsen
- Aage Winther-Jørgensen
- Einar Juhl
- Per Buckhøj